# Roar (Katy Perry)
Roar è un singolo della cantautrice statunitense Katy Perry, pubblicato il 12 agosto 2013 come primo estratto dal quarto album in studio Prism.
La canzone è stata scritta dalla stessa Perry insieme a Dr. Luke, Bonnie McKee, Max Martin e Cirkut.
Il singolo è stato reso disponibile su iTunes due giorni dopo la pubblicazione. Nonostante dovesse essere pubblicato ufficialmente il 12 agosto, il brano finisce in rete due giorni prima della sua release ufficiale così da anticipare il lancio nelle radio.
La canzone ha ricevuto generalmente recensioni positive dai critici musicali. Il singolo ha avuto un notevole successo commerciale a livello mondiale, entrando nella top ten di quasi tutti i Paesi del mondo; è diventato l'ottavo singolo di Katy Perry a raggiungere la numero 1 nella Billboard Hot 100, raggiunge la vetta anche nelle classifiche di Pop Songs, di Adult Top 40 e di Radio Songs negli Stati Uniti. Il brano è arrivato alla numero 1 anche in altri 11 Paesi fra i quali Australia, Canada, Nuova Zelanda e Regno Unito. Con 557.000 copie vendute in una settimana diventa il miglior debutto del 2013, nuovo record per Katy Perry, rompendo il precedente record raggiunto da Firework.
Il 30 novembre dello stesso anno è stato scelto come inno ufficiale dei XXII Giochi olimpici invernali svoltisi dal 7 al 22 febbraio 2014 a Soči. Il brano ha venduto più di 15 milioni di copie nei soli Stati Uniti e si stimano circa 21 milioni di copie in tutto il mondo.
Il videoclip, diretto da Grady Hall e Mark Kudsi, è stato distribuito il 5 settembre 2013 e girato alla Contea di Los Angeles. Nel video la cantante si ritrova da sola in una giungla piena di animali feroci: con la sua determinazione però riuscirà ad affrontare la tigre tanto temuta, diventando la regina della giungla.

## Pubblicazione
Il 29 luglio 2013 la cantante ha annunciato la release del suo album Prism e, alcuni giorni dopo, sono stati mandati nelle strade di Los Angeles dei camion promozionali completamente dorati dove era presente il nome della cantante, la data di pubblicazione e il titolo del nuovo album: "Katy Perry, Prism, 10.22.13".
"E il nuovo brano inizia per R..." scrive così Dr. Luke sulla sua pagina Twitter, il 21 luglio 2013, riferendosi appunto al singolo di lancio del nuovo album di Katy Perry. Bonnie McKee, amica nonché coautrice di molti brani di Katy, ha detto che il primo singolo estratto dall'album avrebbe avuto la stessa energia di California Gurls, ma che sarebbe stato più maturo. Solo con il primo teaser, pubblicato il 2 agosto 2013, si è venuti a conoscenza del titolo per intero e della sua pubblicazione, il 12 agosto 2013.
La copertina di Roar è stata pubblicata l'8 agosto 2013. Nell'immagine Katy è girata di spalle, con aria molto sobria, dai capelli neri spettinati. Indossa una giacca blu, in cui è evidente una tigre intenta a ruggire. Il titolo è scritto verticalmente sulla destra. Il tutto è incorniciato da un motivo che richiama il pelo dell'animale.

## Promozione
Nei giorni precedenti la pubblicazione del singolo vengono pubblicati quattro teaser, in cui in ognuno, viene svelata la data di pubblicazione del singolo. Nel primo video, pubblicato il 2 agosto, dal titolo Burning Baby Blue viene mostrata la cantante al buio che, con un accendino alla mano, brucia la propria parrucca azzurra (simbolo del video di California Gurls), con aria molto soddisfatta. Nel secondo, invece, pubblicato il 5 agosto, dal titolo The Third Coming, viene mostrato un funerale dove sono presenti vari elementi del precedente album Teenage Dream (un vestito con le caramelle roteanti, indossato dalla Perry durante il tour); assistono al funerale una folla di persone fra i quali due sorelle con parrucche viola che piangono per il dolore, e la stessa Katy Perry con un sorrisetto molto compiaciuto. Con questi primi due video la cantante vuole quindi celebrare il suo addio alla Teenage Dream Era. Negli ultimi due teaser sono presenti delle anteprime della canzone; nel primo, pubblicato il 7 agosto, dal titolo From A Meow To A Roar, viene mostrato un gatto bianco entrare in una stanza, salire su un divano e mangiare un uccello per intero. Dopo aver inghiottito l'ultima piuma il gatto emette un ruggito, seguito da un'anteprima di circa 5 secondi. Nell'ultimo video, pubblicato il 9 agosto, dal titolo Satin Cape, si vede la cantante indossare una giacca blu (la stessa indossata nella cover), mentre entra, camminando molto lentamente, in uno studio di registrazione, indossa le cuffie e poi si può ascoltare un'anteprima di circa 11 secondi.
Il singolo è stato cantato live per la prima volta agli MTV Video Music Awards 2013, come chiusura della serata. Katy Perry sceglie di esibirsi in un palco, installato sotto il ponte di Brooklyn, inscenando un grande ring di combattimento, con due grandi teste di leoni dorati sullo sfondo. La cantante indossa pantaloncini da boxeur e un top tigrato; durante l'esibizione insieme ai ballerini da' calci, pugni, balla e salta la corda

## Composizione
Roar è un brano midtempo di musica Power pop che incorpora elementi di folk rock, arena rock e glam rock, con un ritornello che si sviluppa su un beat martellante. Il testo rievoca gli atteggiamenti battaglieri della Perry, già presenti nel precedente singolo Firework contenuto in Teenage Dream. Katy ha spiegato il significato di Roar su BBC Radio 1: “È una di quelle canzoni che ti fanno sentire più sicura. L'ho scritta perché ero stanca di tenere tutti quei sentimenti dentro, una cosa che causa risentimento”.
Katy Perry, in occasione degli MTV Video Music Awards 2013 del 25 agosto, ha rilasciato un'intervista per MTV. La cantante ha spiegato come è nato il nuovo pezzo: “Ho iniziato la registrazione nel mese di novembre, ma le cose hanno iniziato a girare concretamente verso la primavera. È una canzone che parla del rialzarsi in piedi per sé. Il più grande ostacolo puoi essere proprio te stesso, è una canzone che parla a voce alta alla tua persona per riuscire a trovare e ad avere la forza necessaria”. Katy ha poi affermato di aver scritto Roar nel marzo 2013 (e quindi prima di Brave di Sara Bareilles, per cui Roar è stata accusata di plagio) e di aver avuto sempre un sesto senso per i brani lanciati: “Non si può mai essere troppo sicuri, perché non sempre funziona così. Ma ho sempre dato retta alla mia intuizione - se qualcosa veramente mi commuove, se ho la pelle d'oca, se ho questi segnali allora so che ha colpito una corda dentro di me”.

## Accoglienza
Il singolo è stato accolto positivamente dalla critica internazionale. Gerrick D. Kennedy del Los Angeles Times ha definito la canzone una «dolce confezione con un po' di mordente» ed elogia la voce di Perry nel pezzo. James Montegory per MTV descrive la canzone come «innegabilmente genuina [...] è personale, è potente ed una delle canzoni pop più perfette da un po' di tempo». Michael Cragg per The Guardian ha recensito: «un singolo forte da una popstar forte che sa esattamente quello che sta facendo». Anche Rolling Stone ha dato una valutazione positiva al brano dicendo: «con la sua facilità ed i ripetuti ritornelli di "You held me down but I got up", e di "You're gonna hear me roar", il primo singolo colpisce in vista del nuovo album».
Markos Papadaos del Digital Journal definisce la canzone «audace, infettiva e potenzialmente simile al suo precedente singolo Firework. Si tratta di una boccata d'aria fresca da ascoltare e dovrebbe essere la canzone che la riporterà al top della Billboard Hot 100 dove merita giustamente di stare». Andrew Hampp per Billboard dà anche lui un giudizio positivo al pezzo sostenendo che sia «Un ritorno stilistico alla formula utilizzata dalla cantautrice nel suo album di debutto One of the Boys», ma è critico nei confronti del testo perché secondo lui le liriche «raramente superano facili luoghi comuni e rime».
Jon O'Brien di OMG! dice di apprezzare il ritornello da cantare a squarciagola, ma osserva che Roar «ha mostrato ben poche tracce del suono dark che Katy Perry aveva promesso». Melinda Newman per Hitfix afferma che Roar è «un inno feroce e divertente». Charley Rogulewski di Vibe trova che la canzone sia «una hit sicura nelle radio con un tema simile a quello di Firework». Katie Aktinson di Entertainment Weekly crede che la canzone «possa diventare un inno autunnale delle squadre di calcio». Chiderah Monde per New York Daily News ritiene che la canzone abbia un ritornello orecchiabile e che diventerà «un altro inno certificato». James Shotwell per Under the Gun Review afferma che Roar «ha un approccio più potente» rispetto al materiale pubblicato in precedenza dalla cantante.
In contrasto, invece, è la valutazione di Sal Cinquemani di Slant Magazine che critica Roar dicendo: «in ultima analisi, non si è allontanata rispetto ai nuovi singoli della Complete Confection di Teenage Dream»; inoltre ironizza sul titolo definendo la canzone «più un guaito che un ruggito».

## Accuse di plagio

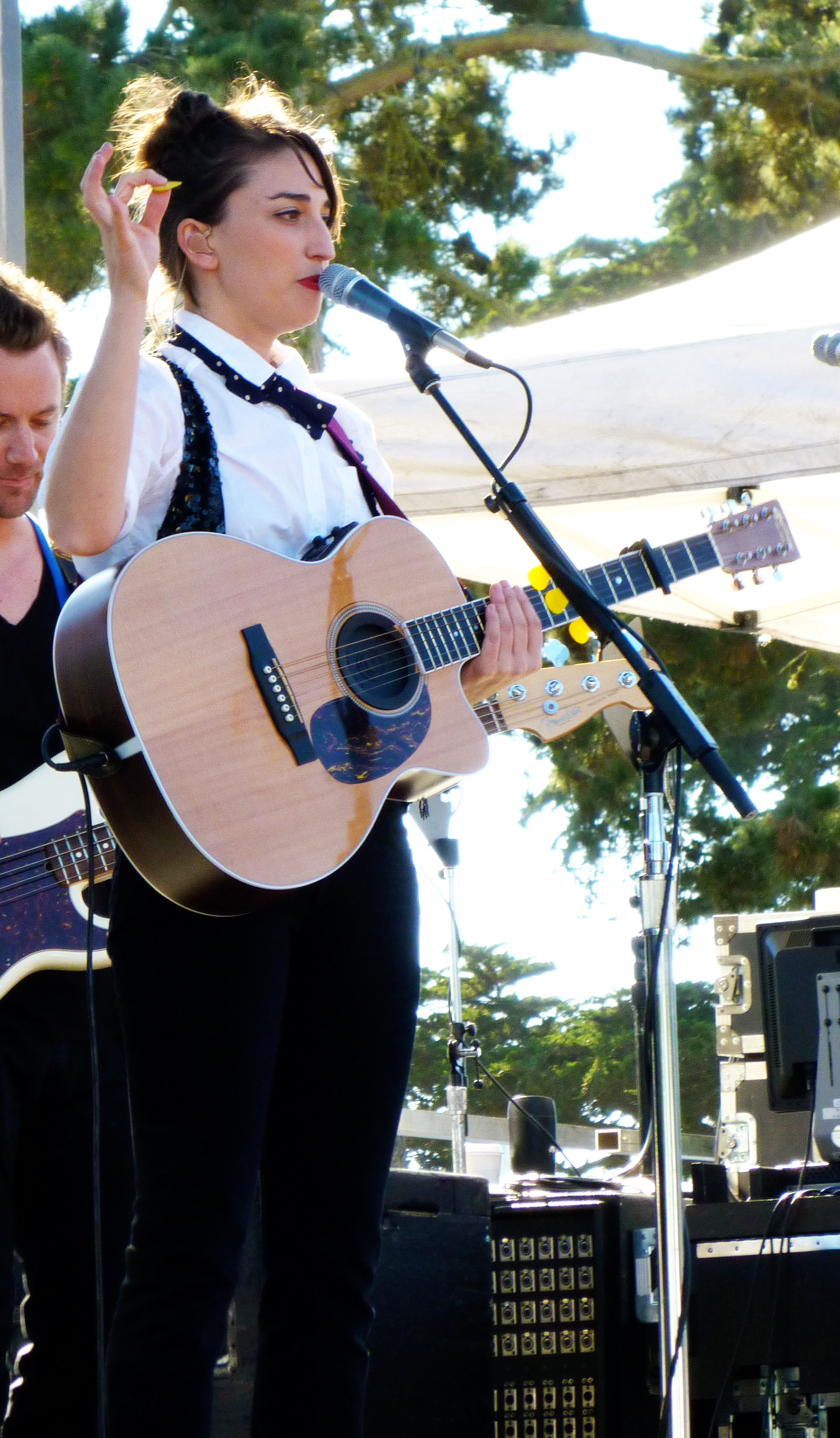
Critici e fan hanno trovato delle somiglianze fra Brave di Sara Bareilles e Roar.

Molti critici e fan hanno trovato delle somiglianze tra Roar e Brave di Sara Bareilles. Un mash-up delle due canzoni è stato fatto da Victoria Ptashnick della rivista Toronto Star per "sottolineare quello che alcuni chiamano plagio". A scatenare molte di queste polemiche è stato un tweet della Perry dove aveva scritto che lei "amava" la canzone della Bareilles. Subito dopo queste accuse Sara Bareilles ha risposto "molto amore, tutti quanti. Molto amore".

Dr. Luke, produttore di entrambe le canzoni ha risposto a queste accuse dicendo su Twitter il 14 agosto 2013 che "Roar è stata scritta e registrata a marzo 2013, prima dell'uscita di Brave".. Dopo tre settimane la Bareilles rilascia un'intervista ad ABC News Radio: "Katy è una mia amica e ci conosciamo da tanto tempo, lei mi ha persino mandato un messaggio a proposito di questo e siamo andate avanti. La cosa che mi dispiace è che quello che è successo sia diventato un dramma. Sta dando una visione negativa su due artiste che hanno scelto di condividere messaggi positivi. Se io non mi sono arrabbiata, non so perché altri siano turbati. Io penso 'rilassiamoci', celebriamo il fatto che noi possiamo andare là fuori e incoraggiare le persone a sentirsi più forti e potenti".

## Successo commerciale

### Nord America
La canzone ha debuttato nelle classifiche Adult Top 40 e Pop Songs della rivista statunitense Billboard, alle posizioni 38 e 34; inoltre è entrata nella Hot 100 con soli tre giorni di vendite in cui ha venduto complessivamente 272.000 copie. Dopo una settimana il singolo ha raggiunto le 557.000 copie vendute, diventando il miglior debutto di vendite di un singolo nel 2013, sesto miglior debutto di sempre per singolo digitale, nonché record di vendite in una settimana per la Perry (rompendo il precedente record con Firework, 509.000 copie nel dicembre 2010) e anche per la sua etichetta, la Capitol Records. Nonostante il boom di vendite digitali il singolo non riesce a conquistare la vetta della Billboard Hot 100, dominata da ben 11 settimane da Blurred Lines di Robin Thicke; rimane quindi ferma alla seconda posizione, mentre è tredicesima nella classifica radiofonica. Diventa così il dodicesimo singolo della Perry ad entrare nella top 10, e il nono ad entrare nella top 3. Nella terza settimana è ancora stabile alla seconda posizione della Hot 100 vendendo altre 392.000 copie. Alla quarta settimana, dopo aver venduto altre 448.000 copie (in salita del 14%), e complessivamente circa un milione di copie (raggiungendo così il disco di platino), riesce a raggiungere la vetta della Hot 100 diventando l'ottava numero 1 della Perry; sale al sesto posto nella Radio Song. Nella settimana successiva, con 373.000 copie vendute (in calo del 5%), Katy mantiene il trono nella Billboard Hot 100, sale nella classifica radiofonica al secondo posto.
Roar intanto raggiunge la numero 1 nella classifica Pop Songs; Katy Perry ha così eguagliato il record di Rihanna per aver raggiunto con ben 10 singoli la numero 1 nella classifica Pop Songs di Billboard. Nella sua sesta settimana Roar scende di una posizione nella Billboard Hot 100 posizionandosi alla seconda posizione, vendendo altre 331.000 copie (in calo dell'11%), superata da Wrecking Ball di Miley Cyrus; rimane stabile alla seconda posizione nella Radio Songs. In poco più di cinque settimane ha venduto ben 2.101.000 copie nei soli Stati Uniti, conquistando così il doppio disco di platino. Il singolo riesce a raggiungere anche la vetta della classifica Adult Top 40, l'ottavo nella carriera della Perry, eguagliando il record di Pink e dei Maroon 5. Alla settima settimana rimane stabile alla seconda posizione della Hot 100 vendendo altre 301.000 (in calo del 9%) copie e sale alla prima posizione nella Radio Song (il sesto a raggiungere la numero 1 per la Perry). A dicembre 2013 Roar ha venduto 4.100.000 copie digitali negli Stati Uniti
Il singolo debutta direttamente alla numero 1 della Billboard Canadian Hot 100, facendo così di Roar il nono numero 1 della Perry, e il terzo ad entrare direttamente alla vetta della classifica canadese. Attualmente il singolo ha venduto oltre le 240.000 copie, ottenendo il triplo disco di platino, passando cinque settimane non consecutive alla vetta della classifica.
Il 22 giugno 2017 Roar viene ufficialmente certificato disco di diamante, divenendo il terzo singolo della Perry ad ottenere tale certificazione, dopo Dark Horse e Firework. La cantante entra nella storia come la prima ad ottenere tre singoli disco di diamante, di cui due tratti dal medesimo album Prism, negli Stati Uniti.

### Europa e Oceania
In Belgio ha debuttato nella classifica Ultratip in seconda posizione nelle Fiandre e nella ventiduesima in Vallonia. 
Nei Paesi Bassi, invece, il brano ha debuttato al numero sedici. 
In Italia il singolo ha debuttato alla numero 4, la posizione massima raggiunta; dopo circa due mesi viene certificato disco di platino per le oltre 30.000 copie vendute. 
Nel Regno Unito il singolo, pubblicato il 1º settembre (una settimana prima del previsto), ha raggiunto la numero 1 in soli 40 minuti segnando così un record. L'8 settembre è stato confermato che Roar debutta direttamente alla numero 1, vendendo quasi 180.000 copie, diventando il miglior debutto nel Regno Unito per la Perry (California Gurls debuttò con circa 120.000 copie). Diventa così il quarto brano della cantante a raggiungere la numero 1. Il brano passa una seconda settimana in vetta alla classifica; e di conseguenza è confermato disco d'argento (più di 200.000 copie vendute). Alla terza settimana scende alla seconda posizione. È stato certificato disco di platino dalla British Phonographic Industry, che denota la vendita di oltre 600.000 copie nel Regno Unito. Roar è stato il sesto brano più venduto del 2013 nel Regno Unito. 
In Francia, ha raggiunto come massima posizione la sesta e ha venduto 26.000 copie al 4 ottobre 2013.
In Nuova Zelanda il brano, dopo solo quattro giorni di vendita, ha debuttato direttamente al primo posto, diventando il nono singolo numero 1 e l'undicesimo a entrare nella top 10; dopo meno di cinque settimane viene certificato disco di platino (più di 15.000 copie vendute). In Australia debutta alla numero 3 diventando la settima canzone di Katy ad entrare nella top 5 della classifica australiana. La settimana successiva riesce a raggiungere la prima posizione diventando il terzo singolo numero 1 per la Perry. Dopo circa un mese il singolo viene certificato doppio disco di platino (più di 140.000 copie vendute).

## Video musicale

### Produzione
Il 25 agosto viene pubblicata un'anteprima del video attraverso Shazam. Il giorno seguente è stato pubblicato su YouTube nel canale ufficiale della cantante. Il video, che ha una durata di 21 secondi, è ambientato in una giungla dove si vedono diversi animali quali una scimmietta, un coccodrillo (che emerge dalle acque di un fiume), un elefante e una tigre. Alla fine arriva la Perry, aggrappata a una liana che canta una parte del ritornello.
Per promuovere il nuovo video, il 30 agosto la cantante pubblica, sul suo profilo Twitter, un poster in stile anni '50 in cui compaiono gli animali della giungla (quelli mostrati nell'anteprima del video) e in primo piano la cantante stessa mentre dondola su una corda, tenendo una lancia in mano e vestita con un bikini leopardato e una gonna fatta di foglie. Il poster rivela anche la data di pubblicazione del video. L'intero video è stato pubblicato il 5 settembre, sul canale VEVO di Katy Perry. Il video è stato diretto da Grady Hall e Mark Kudsi, e filmato all'arboreto della contea di Los Angeles ad Arcadia, California per la durata di 3 giorni. Il 30 settembre è stato certificato da VEVO per aver raggiunto le 100.000.000 di visualizzazioni; è il suo nono video certificato della sua carriera. Il 7 luglio 2015 rompe la barriera del miliardo di visualizzazioni, diventando il 2º video della Perry a raggiungere tale traguardo. Esso le conferisce il record come la prima artista nella storia della musica ad avere 2 video clip con un miliardo di visualizzazioni su Vevo.
Il 10 maggio 2024 il video raggiunge i 4 miliardi di visualizzazioni su YouTube rendendo la Perry la prima artista femminile della storia a raggiungere questo traguardo.

### Sinossi
La clip inizia con Katy e il suo ragazzo (interpretato da Brian Nagel) che, sopravvissuti a un incidente aereo, sono finiti in una giungla. Calata la notte, i due iniziano a esplorare la zona e, mentre la cantante è ovviamente molto preoccupata, il ragazzo non mostra alcuna paura ma, in seguito, verrà ucciso da una tigre. Ormai sola, Katy deve affrontare molti animali pericolosi, quali un coccodrillo e dei ragni, però, gradualmente, diventa sempre più sicura di se stessa e camminando arriva alla riva di un lago, ambientato da moltissime lucciole. Mentre canta il ritornello la cantante si specchia nel lago e, al posto di riflettersi lei stessa, compare una tigre che ruggisce; e poi, quando rivolge lo sguardo verso l'alto, le lucciole si dispongono tutte insieme per formare un'altra grande tigre. Il mattino seguente, stringendo amicizia con una scimmietta, riesce a costruire un'arma con il tacco della scarpa, si fa una doccia con la proboscide di un elefante e lava i denti a un coccodrillo. In seguito scopre una caverna con iscrizioni primitive, dove sono raffigurati uomini che combattono contro una tigre. Katy allora si prepara, diventa più forte, si arrampica su delle liane e alla fine riuscirà ad affrontare la stessa tigre che aveva ucciso il suo fidanzato, diventando la regina indiscussa della giungla.

### Video promozionale
Un video promozionale di Roar contenente il testo è stato pubblicato il 12 agosto 2013 sul canale Vevo-YouTube della cantante. Il video è incentrato sugli scambi di messaggi sulla piattaforma WhatsApp (un recente metodo di messaggiare gratuitamente sfruttando solo la rete internet), attraverso l'iPhone. Si vedono in particolare le mani della cantante, intenta a messaggiare con amici e familiari, durante tutto l'arco della giornata. All'inizio si sveglia dal letto, prende il telefono in mano; poi è in bagno, mentre fa colazione, in palestra, in auto, allo studio di registrazione e, infine, nella vasca da bagno. Il video si conclude con un cameo di "Kitty Purry", il gatto della Perry. I messaggi scambiati contengono proprio il testo della canzone, con l'uso ripetitivo di emoticon animate, che vanno a sostituire alcune parole. Katy Perry durante un'intervista per la radio Fresh 102.7 ha rivelato che il gruppo di WhatsApp, nel quale la cantante stessa fa parte, è reale, così come i nomi dei personaggi raffigurati nei vari messaggi che compongono il testo. "Mom's Home" è il nome di questo gruppo.

## Classifiche

### Classifiche settimanali
| Classifica (2013) | Posizione massima |
| ----------------- | ----------------- |
| Australia         | 1                 |
| Austria           | 1                 |
| Belgio (Fiandre)  | 5                 |
| Belgio (Vallonia) | 6                 |
| Bulgaria          | 1                 |
| Canada            | 1                 |
| Croazia           | 3                 |
| Corea del Sud     | 1                 |
| Danimarca         | 2                 |
| Estonia           | 1                 |
| Finlandia         | 4                 |
| Francia           | 5                 |
| Germania          | 2                 |
| Grecia            | 2                 |
| Irlanda           | 1                 |
| Italia            | 4                 |
| Libano            | 1                 |
| Lussemburgo       | 2                 |
| Messico           | 1                 |
| Norvegia          | 4                 |
| Nuova Zelanda     | 1                 |
| Paesi Bassi       | 5                 |
| Polonia           | 5                 |
| Portogallo        | 8                 |
| Regno Unito       | 1                 |
| Repubblica Ceca   | 2                 |
| Slovacchia        | 7                 |
| Spagna            | 5                 |
| Stati Uniti       | 1                 |
| Svezia            | 5                 |
| Svizzera          | 3                 |
| Ungheria          | 10                |

### Classifiche di fine anno
| Classifica (2013) | Posizione |
| ----------------- | --------- |
| Australia         | 1         |
| Canada            | 10        |
| Italia            | 24        |
| Nuova Zelanda     | 4         |
| Regno Unito       | 6         |
| Stati Uniti       | 10        |
| Svizzera          | 29        |
| Ungheria          | 25        |
| Classifica (2014) | Posizione |
| Italia            | 81        |

### Classifiche di fine decennio
| Classifica (2010-19) | Posizione |
| -------------------- | --------- |
| Stati Uniti          | 73        |